# Lionel Jacquiot
Pour les articles homonymes, voir Jacquiot.
Lionel Jacquiot, né le 10 février 1984 à Lyon, est un rameur d'aviron français.

## Palmarès

### Championnats du monde
- 2005 à Kaizu
  -  Médaille d'or en quatre avec barreur